# Alastor arabicus
Alastor arabicus är en stekelart som beskrevs av Giordani Soika 1979. Alastor arabicus ingår i släktet Alastor och familjen Eumenidae. Inga underarter finns listade i Catalogue of Life.